# Não-monogamia
Não-monogamia é um termo guarda-chuva para toda prática ou filosofia de relacionamento íntimo que não depende estritamente dos padrões de monogamia, não sendo o mesmo que bigamia e poligamia.
Especificamente, a não-monogamia refere-se a formas de relacionamento interpessoal, empreendidas intencionalmente, nas quais as exigências de exclusividade (de interação sexual ou conexão emocional, por exemplo) são atenuadas ou eliminadas. Os indivíduos podem formar ligações múltiplas e simultâneas sexual ou romanticamente. Isso contrasta com a monogamia, e ainda pode surgir da mesma psicologia.
Alguns livros sobre o tema são:
- A Origem da Família, da Propriedade Privada e do Estado, de Friedrich Engels, publicado originalmente em 1884. O livro é considerado um precursor à crítica à monogamia;
- Ética do Amor Livre (de título original: The Ethical Slut), de Janet W. Hardy e Dossie Easton, publicado originalmente em 1997 e, em português na sua primeira edição, em 2020. O livro reflete sobre o tópico e se tornou referência comum ao se especificar o caráter "ético" das relações consensuais não monogâmicas.[3][4]